# Конспірація (фільм, 2008)
Конспірація (англ. Conspiracy) — американська стрічка 2008 року режисера Адама Маркуса.

## Синопсис
У фільмі йдеться про Вільяма Макферсона, 36-річного ветерана ВМС США, який змушений залишити службу через серйозне поранення в Іраці. Його товариш Міґель Сільва, якому Вільям зобов'язаний життям, звертається з проханням допомогти йому залагодити справи на ранчо в Аризоні.
Коли Макферсон прибуває на ранчо, то виявляє, що Міґель безслідно зник. Місцеві мешканці стверджують, що не знають такої людини і його ніколи не зустрічали у цих краях. Макферсон самостійну проводить розслідування та з'ясовує, що Міґель був вбитий, і це скоїв місцевий кримінальний авторитет Джон Родес, який тримає в страху все місто та його мешканців.

## У ролях
| Актор                  | Роль              |
| ---------------------- | ----------------- |
| Вел Кілмер             | Вільям Макферсон  |
| Ґері Коул              | Джон Родес        |
| Дженніфер Еспосіто     | Джоанна           |
| Ґреґ Серано            | Міґель Сільва     |
| Джей Яблонський        | Фостер            |
| Стейсі Марі Варден     | Карлі             |
| Боб Рамнок             | Бакс              |
| Дебра Салліван         | Сюззі, офіціянтка |
| Девід Фрай             | Дженсон           |
| Скотт Буркетт          | Джефферсон        |
| Рене Муссе             | Лі                |
| Адам Маркус            | Террі             |
| Фредді Джон Джеймс     | епізодична роль   |
| Даррен Дюпрі Вашингтон | епізодична роль   |
| Мішель Рені Аллере     | епізодична роль   |
| Віван Даґре            | епізодична роль   |
| Кейт Джонсон           | епізодична роль   |

## Виробництво
Фільмування стрічки проходили у штаті Нью-Мексико, в містах Нью-Мексико, Санта-Фе, Пекос, Мадрид та Ґалістео з 19 квітня по 19 травня 2007 року.